# Qatar Airways
Qatar Airways Company Q.C.S.C. (in lingua araba: القطرية, Al Qatariyah), o più semplicemente Qatar Airways, è la compagnia aerea di bandiera del Qatar. Opera principalmente dall'aeroporto Internazionale Hamad di Doha, dove ha il proprio quartier generale, all'interno della Qatar Airways Tower.
La compagnia raggiunge oltre 150 destinazioni in Africa, Asia centrale, Europa, Estremo Oriente, Asia meridionale, Medio Oriente, Nord America, Sud America e Oceania, e fa parte della Arab Air Carriers Organization (Organizzazione Araba dei Trasporti Aerei).
Dal 30 ottobre 2013, Qatar Airways è a tutti gli effetti un membro dell'alleanza Oneworld.

## Storia

### La fondazione

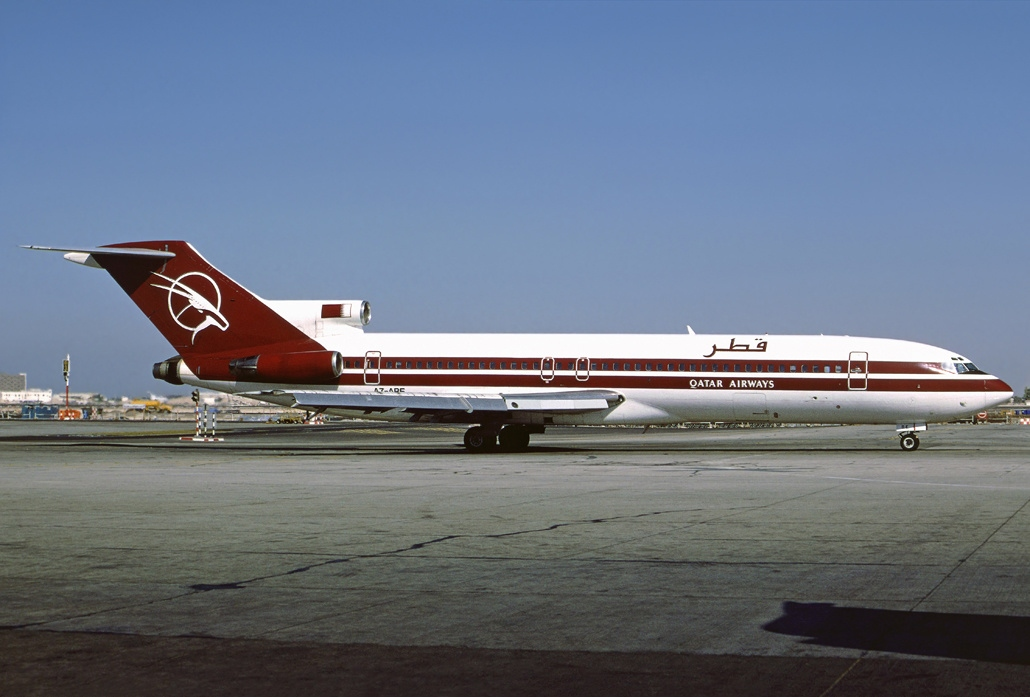
Un Boeing 727-200 nel 1996.

Qatar Airways è stata fondata il 22 novembre 1993 e le operazioni sono iniziate il 20 gennaio 1994. Nell'aprile 1995 il CEO era lo sceicco Hamad bin Ali bin Jabor Al Thani che impiegava uno staff di 15 persone, con una flotta di due Airbus A310 e più di dieci destinazioni in Asia e Medio Oriente. Nel 1995 vennero acquisiti due Boeing 747 della All Nippon Airways, e nel 1996 un altro esemplare da Air Mauritius.
Nel 1997 fu avviata l'espansione in Europa, con il lancio del primo volo verso Londra. La compagnia prese in leasing tre Airbus A300-600R da AWAS per sostituire i due Boeing 747 e introdusse un nuovo logo.
Nel luglio del 1998 avviò un'operazione di modernizzazione della flotta, ordinando sei Airbus A320-200 con consegna prevista tra il 2001 e il 2005, con altri quattro in leasing da SALE (Singapore Aircraft Leasing Enterprise), con consegne tra febbraio ad aprile 1999, per sostituire il vecchi Boeing 727. Nel 2001 la compagnia ordinò due Airbus A380 più due opzioni; nello stesso anno, il governo del Qatar uscì dalla Gulf Air.

### La crescita dal 2000
Nel giugno del 2003 Qatar Airways ha ripreso i voli verso l'Iraq utilizzando gli A320, e nello stesso anno è entrato in flotta un Airbus A300-600R per le attività cargo; inoltre, al Paris Air Show sono stati ordinati 2 Airbus A321, 14 Airbus A330 e due Airbus A340-600 per 5,1 miliardi di dollari.
In quell'anno vennero lanciati nuovi collegamenti verso l'Asia e Manchester. Il gruppo Qatar Airways, che comprendeva l'aeroporto internazionale di Doha e suoi servizi aerei aziendali, le società di assistenza a terra e il catering a bordo, fece registrare i suoi primi profitti nell'anno fiscale 2004; mentre nel 2005 trasportò 3,35 milioni di passeggeri.
Nel 2006 Skytrax ha assegnato il rating massimo di 5 stelle a Qatar Airways.
Nel maggio 2007, Qatar Airways e Airbus hanno firmato un memorandum d'intesa per l'acquisizione di 80 Airbus A350 XWB (20 A350-800, 40 A350-900 e 20 A350-1000), con il primo velivolo inizialmente previsto in consegna nel 2013, e di altri 3 Airbus A380. Nel novembre dello stesso anno è stato confermato un ordine per 30 Boeing 787-8, più opzioni per altri 35 velivoli della variante -9 o -10; l'ordine, inoltre, comprendeva anche 14 Boeing 777-300ER, 6 Boeing 777-200LR e 7 Boeing 777F, mentre altri cinque aerei erano in opzione. L'ordine nel suo insieme è stato stimato avere un valore di $13,5 miliardi.
La compagnia ha preso in consegna il suo primo Boeing 777-300ER con 435 posti a sedere nel novembre 2007, e suoi collegamenti sono aumentati grazie all'introduzione di nuove rotte, fra cui i primi voli verso New York-Newark e JFK nel novembre 2008.
I primi due Boeing 777-200LR sono stati consegnati dal costruttore nel febbraio 2009, permettendo l'introduzione di un collegamento diretto da Doha ad Auckland, che dal 5 febbraio 2017 risultava essere il volo più lungo al mondo operato regolarmente.
Il 15 giugno 2009 al Paris Air Show Qatar Airways ha ordinato 20 Airbus A320 e 4 Airbus A321 per 1,9 miliardi di dollari.
Nel 2009 si sono aggiunte altre destinazioni in Australia e Asia, e la compagnia ha effettuato il primo volo passeggeri commerciale al mondo alimentato da un combustibile ricavato da gas naturale.
Con la consegna da parte di Boeing di un Boeing 777-200LR nel settembre 2011, Qatar Airways ha ricevuto il centesimo velivolo dal costruttore americano e nel novembre dello stesso anno, al Dubai Airshow, la compagnia aerea ha ordinato 55 aerei da Airbus: 50 A320neo e 5 Airbus A380, oltre a due Boeing 777F.
L'8 ottobre 2012, Qatar Airways ha annunciato l'intenzione di aderire all'alleanza Oneworld.
Nel 2013 venne effettuato un ordine per due Boeing 777-300ER più 7 opzioni, 50 777-9x più 50 opzioni e 4 Boeing 777F per il valore di 2,7 miliardi di dollari, con consegne previste dal 2020. La compagnia ha ricevuto il primo A380 il 16 settembre 2014, effettuando il primo verso Londra-Heathrow. Sempre nel 2014 Qatar Airways ha ricevuto il suo primo A350-900, di cui è stata cliente di lancio mondiale, ed il 15 gennaio 2015 ha effettuato il suo primo volo verso Francoforte.
Nel 2015 la compagnia ha firmato un ordine di 10 Boeing 777-8x e 4 777F per il valore di 4,18 miliardi di dollari.

### Sviluppi recenti
In seguito allo scoppio di una crisi diplomatica il 5 giugno 2017, Qatar Airways ha annunciato di aver sospeso sine die tutti i voli verso Arabia Saudita, Emirati Arabi Uniti, Bahrein ed Egitto, dopo l'interruzione delle relazioni di questi quattro Paesi con Doha.
Il 1º settembre 2017 è stato annunciato che Qatar Airways aveva acquistato il 49% di AQA Holding, azionista di Meridiana; la compagnia è stata ribattezzata Air Italy e sono state aperte nuove rotte nazionali ed intercontinentali. L'11 febbraio 2020 la compagnia è stata messa in liquidazione.
Nel gennaio del 2019 per far fronte al divieto di sorvolo, conseguente all'embargo imposto da Arabia Saudita, Emirati Arabi Uniti, Egitto e Bahrein, inizia un negoziato con l'Unione Europea per accedere liberamente a tutti i suoi aeroporti. Tra le condizioni l'Unione europea richiede la revisione delle condizioni di lavoro per i dipendenti e, allo scopo di preservare la concorrenza, la fine del sistema dei sussidi del governo del Qatar.
Nel 2022 Qatar Airways è stata premiata da Skytrax come la compagnia aerea migliore del mondo, per la settima volta dopo 2011, 2012, 2015, 2017, 2019 e 2021. Qatar Airways è stata premiata anche, tra gli altri, per la miglior Business Class del mondo e come miglior compagnia aerea del Medio Oriente.

## Identità aziendale

### Persone chiave
L'amministratore delegato di Qatar Airways è Badr Mohammed Al Meer. Baker è anche un membro del consiglio dell'aeroporto di Heathrow.

### Proprietà e sussidiarie
La società è interamente di proprietà del governo del Qatar. È completamente controllata dal governo dal luglio 2013, in seguito all'acquisizione di una quota del 50% da un ex ministro degli esteri e da altri azionisti. A marzo 2019, il gruppo Qatar Airways impiegava più di 45.000 persone, di cui 32.000 lavoravano direttamente per la compagnia aerea. Qatar Airways è dal febbraio 2020 il maggiore azionista di International Airlines Group (IAG) con una quota del 25,1%.

#### Divisioni
Qatar Airways ha molte divisioni tra cui: Qatar Aircraft Catering Company, Doha International Airport, Qatar Airways Holidays, United Media Int, Qatar Duty Free, Qatar Aviation Services, Qatar Distribution Company e Qatar Executive.

#### Cargo

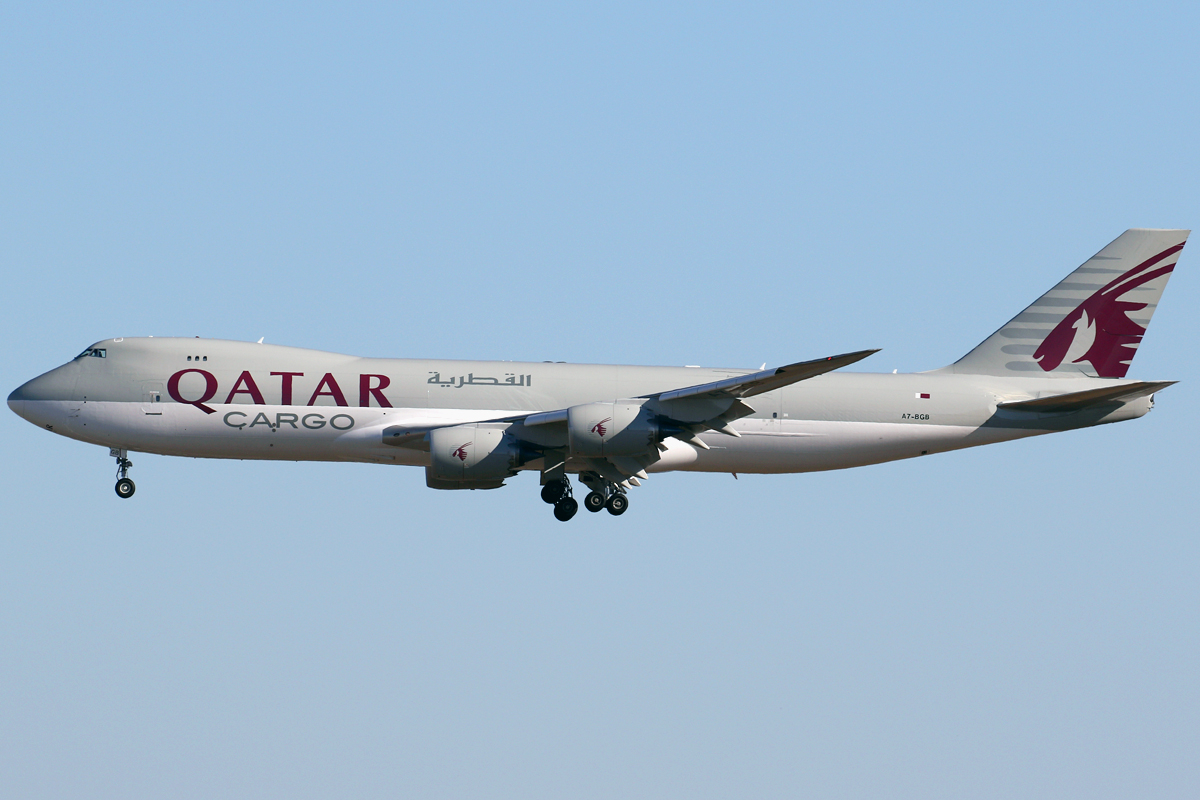
Un Boeing 747-8F.

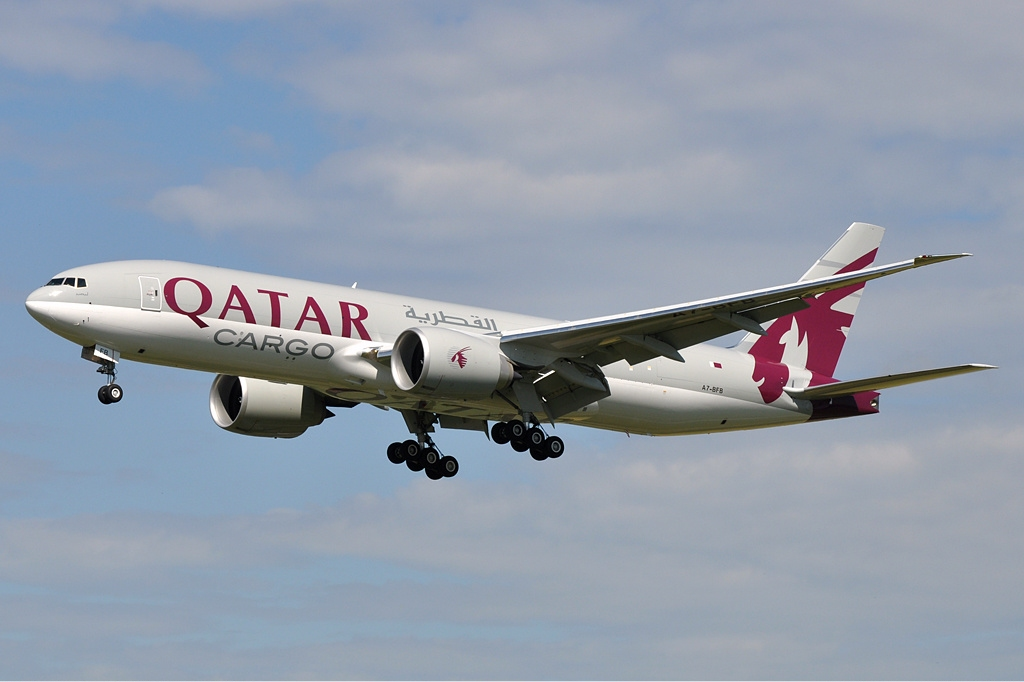
Un Boeing 777F.

Qatar Airways Cargo, la sussidiaria cargo della compagnia aerea, è uno dei vettori cargo internazionali più grandi al mondo.
Il 18 agosto 2010, la compagnia aerea ha lanciato il suo primo servizio cargo dedicato negli Stati Uniti dal suo hub di Doha a Chicago-O'Hare con uno scalo ad Amsterdam utilizzando un Boeing 777F.
Il 13 marzo 2013, Qatar Airways Cargo ha ricevuto il primo di tre Airbus A330-200F in leasing da BOC aviation in sostituzione degli A300-600F.
Il 27 dicembre 2016, Qatar Airways Cargo ha annunciato che lancerà operazioni cargo verso quattro nuove destinazioni nelle Americhe: i Boeing 777 voleranno due volte a settimana verso le città sudamericane di Buenos Aires, San Paolo, Quito.
Il 1º febbraio 2021, la compagnia ha ritirato l'ultimo A330-200F.

#### Qatar Executive
Qatar Executive è una sussidiaria di Qatar Airways specializzata in aerei privati, con la sua livrea che sfoggia una fusoliera bianca con un orice leggermente più piccolo dipinto nei tradizionali colori della compagnia aerea, bordeaux e grigio.
Anche la flotta reale di Qatar Amiri Flight è dipinta in piena livrea Qatar Airways, sebbene non faccia parte della compagnia o di Qatar Executive.

#### Al Maha Airways
Al Maha Airways era una compagnia aerea con sede in Arabia Saudita e poi in Qatar, completamente di proprietà di Qatar Airways. Utilizzava una livrea simile, tranne che in verde invece che bordeaux. Il lancio era previsto nel settembre 2014 e nel maggio 2015 la compagnia aerea aveva già preso in consegna 4 Airbus A320.
Nel febbraio 2017, Qatar Airways ha annunciato che il progetto Al Maha Airways era stato cancellato e la compagnia aerea non avrebbe iniziato le operazioni a causa dei problemi in corso per ottenere la sua licenza operativa e della crisi diplomatica del Qatar.

### Livrea
Qatar Airways utilizza un orice, l'animale nazionale dello Stato del Qatar, come logo. Le decorazioni sulla fusoliera includono la parola Qatar che appare in lettere color bordeaux su uno sfondo grigio chiaro su entrambi i lati della parte anteriore con Al Qataria in arabo che appare vicino ad essa in un grigio più scuro e un carattere più piccolo. Un orice bordeaux su uno sfondo grigio adorna l'impennaggio. La compagnia aerea ha svelato questo marchio nel 2006.

### Investimenti
Nel 2015, Qatar Airways ha acquistato il 9,99% dell'International Airlines Group. Ha costantemente aumentato la sua partecipazione azionaria da allora e detiene il 25,1% delle azioni.
A dicembre 2019, Qatar Airways ha acquistato una partecipazione del 60% (1,3 miliardi di dollari) nel nuovo aeroporto internazionale del Ruanda, l'aeroporto Internazionale Bugesera. Il memorandum d'intesa firmato tra Qatar Airways e il governo ruandese recita: "la partnership prevede tre accordi per costruire, possedere e gestire la struttura all'avanguardia".
Nel febbraio 2020, Qatar Airways ha acquisito una partecipazione del 49% nella compagnia aerea di bandiera del Ruanda, RwandAir. La partnership è destinata a essere vantaggiosa per entrambe le compagnie aeree in quanto fornirebbe supporto tecnico e finanziario a RwandAir per il suo sviluppo e la sua strategia di hub, mentre Qatar Airways sarebbe in grado di aggirare l'embargo imposto dai paesi vicini.
Qatar Airways ha investito anche una quota del 10% nel gruppo LATAM Airlines. Possiede anche una partecipazione del 9,99% in Cathay Pacific ed è azionista di minoranza in JSX.

### Sponsorizzazioni
Nel 2022 ha siglato un accordo con il club francese del Paris Saint-Germain per apparire sulle maglie da gioco come main sponsor.
Nel 2024 ha firmato un accordo di sponsorizzazione per diventare il main sponsor delle divise di allenamento del club italiano dell'Inter, di cui è anche official airline partner.

## Cabina

### First class

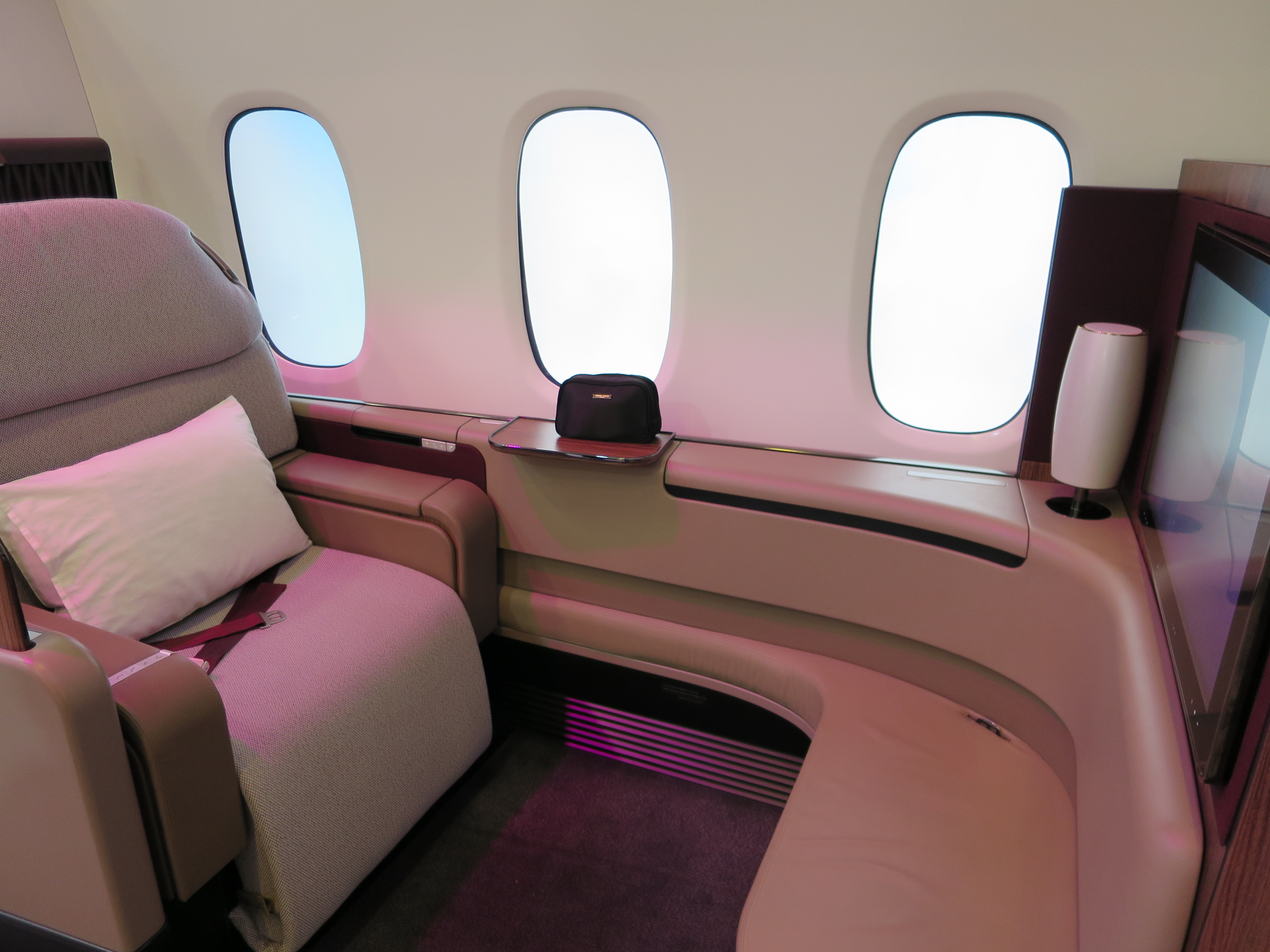
La prima classe su un Airbus A380.

Qatar Airways offre ai passeggeri di prima classe circa 2 metri di spazio per le gambe e sedili che si piegano fino a diventare un vero e proprio letto con piumini d'oca. Inoltre questi posti sono dotati di una funzione per il massaggio e una vasta gamma di funzioni di intrattenimento visualizzabile su ogni schermo di 26 pollici. La configurazione per questa classe è 1-2-1 ed è presente solo sugli Airbus A380 e sui A330-300.

### Business class

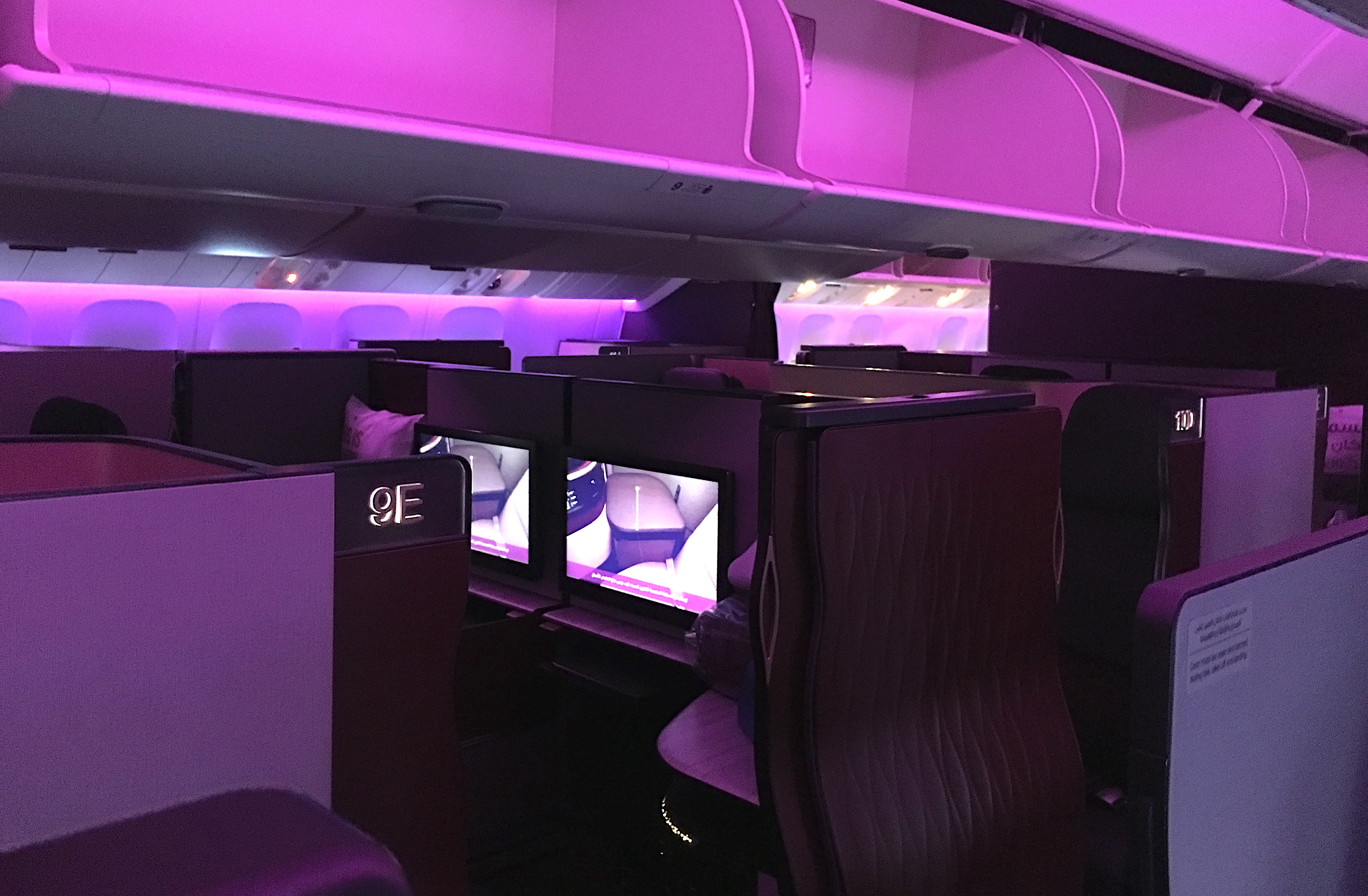
Una QSuite su un 777-200LR.

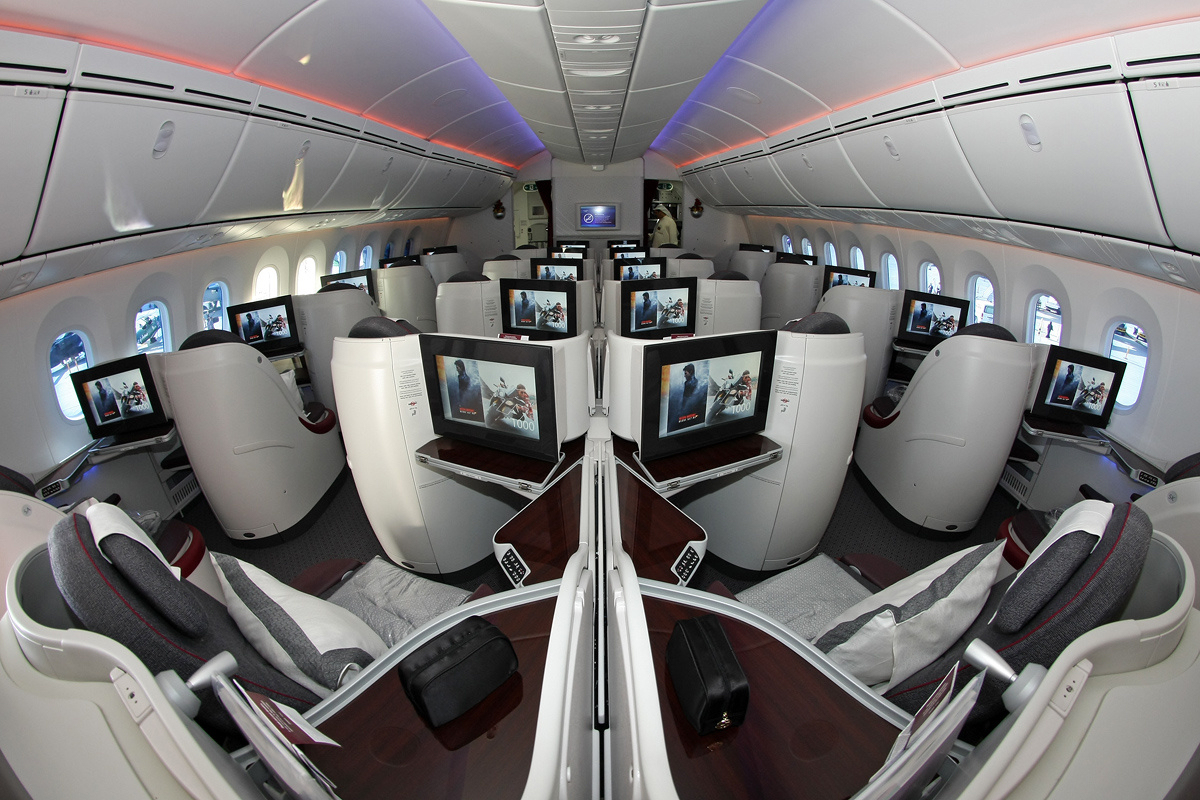
Business class su un 787-8.

Qatar Airways offre ai passeggeri di business class letti completamente piatti con accesso diretto al corridoio in una configurazione 1-2-1 a bordo dei suoi Airbus A380, Airbus A350, e Boeing 787. Su altri aeromobili a lungo e medio raggio, i sedili di classe business sono in una configurazione 2-2-2 a pianale reclinabile di 180 gradi, con funzioni di massaggio.
Qatar Airways ha introdotto nuovi posti in business class a bordo degli Airbus A320, dove è presente uno schermo touch sullo schienale in ogni posto.
Qatar Airways ha inoltre configurato quasi tutti i Boeing B777-300ER (77W) e -200LR (77L) in 2-2-2.
Nel marzo 2017, Qatar Airways ha presentato una nuova cabina di classe business, denominata "Qsuite". La nuova cabina offre suite con porte scorrevoli disposte in una configurazione 1-2-1. Qsuite dispone di sedili singoli sui lati vicino ai finestrini e le suite della sezione centrale possono essere convertite in una camera quadrupla. Inoltre, le coppie di sedili nella sezione centrale possono essere convertite in un letto matrimoniale, offrendo un prodotto simile a quello che altre compagnie aeree offrono in prima classe. Lanciato sui nuovi Boeing 777-300ER e A350 XWB dall'estate 2017 e inizialmente introdotti sulla rotta da Doha a Londra Heathrow, i nuovi sedili saranno adattati progressivamente nella flotta rimanente, esclusi alcuni Boeing B777-300ER e -200LR, gli Airbus A330 e gli Airbus A380.

### Economy class

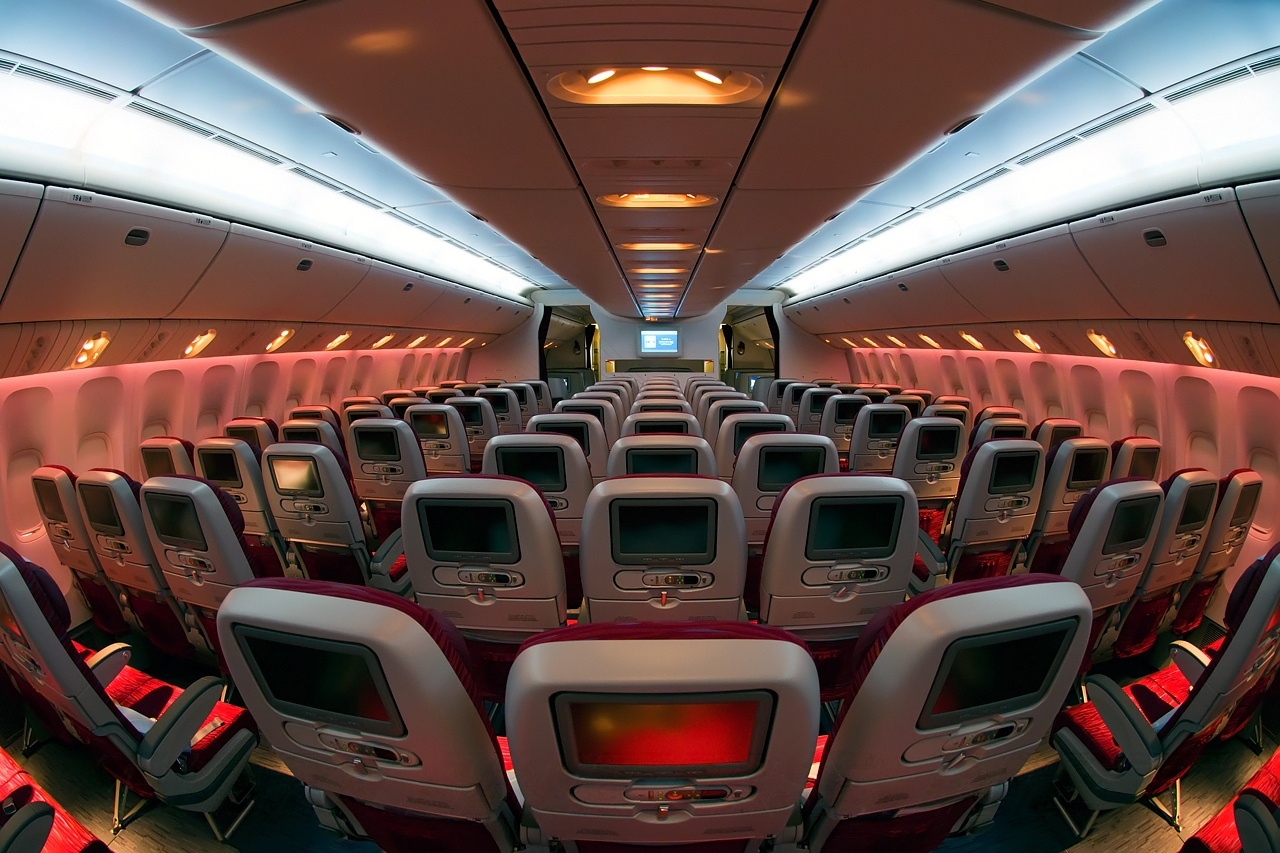
Economy class su un 777-200LR. Sugli schienali dei sedili sono presenti degli schermi touch screen che fungono da IFE.

La classe economy di Qatar Airways è stata nominata la migliore al mondo negli Skytrax Awards 2009 e 2010. Qatar Airways offre ai passeggeri un passo del sedile fino a 34 pollici. Sugli A330 vengono offerti schermi TV individuali su ogni schienale. Ai passeggeri degli Airbus A350, A380, Boeing 777 e 787 vengono offerti monitor IFE touch screen.
Finora, Qatar Airways ha preso in consegna diversi aeromobili della famiglia A320 con televisori personali individuali sullo schienale in ogni posto in classe economica. L'IFE è dotato dello stesso sistema di intrattenimento Thales, Matsuhita, e Panasonic eX2 utilizzato nella flotta wide body.
Con il lancio del 787 saranno introdotti nuovi sedili. Questi nuovi sedili saranno prodotti da Recaro e montati in una configurazione 3-3-3. 17,5 pollici di larghezza e un passo di 32 pollici offriranno meno spazio personale rispetto a prima. Inoltre, ogni sedile avrà un monitor LED da 10,6 pollici che offre intrattenimento in volo. Le funzionalità si estenderanno anche alla possibilità di utilizzo della telefonia Wi-Fi e GSM e alle porte USB per il collegamento di oggetti personali come le fotocamere digitali.

## Servizi

### Intrattenimento in volo
Il sistema di intrattenimento in volo di Qatar Airways si chiama Oryx Entertainment, e lo slogan è "your multiplex in the sky". Ad eccezione di alcuni aeromobili della famiglia Airbus A320, tutti gli aeromobili dispongono di schermi informativi personali sullo schienale. Qatar Airways offre anche la connettività Wi-Fi a bordo, che consente ai passeggeri di inviare SMS e MMS, accedere alla posta elettronica e navigare in Internet. Questo servizio è disponibile su tutti gli A380, A350, B777, B787, A319 e su alcuni A320, A321 e A330.

### Lounge
Dopo l'inizio della piena operatività nel suo nuovo hub di Doha nel 2014, la Al Mourjan Business Lounge per i passeggeri premium di Qatar Airways è stata aperta a luglio 2014. L'accesso alla Lounge è riservato solo ed esclusivamente ai passeggeri di Qatar Airways. I passeggeri soci di oneworld e Privilege Club, possono invece accedere alla Oryx Lounge, gestita in Jv con l'aeroporto Internazionale di Hamad.
Nel 2015, Qatar Airways ha aperto la Al Safwa First Lounge per i suoi passeggeri di prima classe. La lounge ha ricevuto il prestigioso Seven Star First Class Lounge Award ai Seven Stars Luxury Hospitality and Lifestyle Awards a Marbella, in Spagna, il 15 ottobre.
La prima lounge della compagnia aerea fuori Doha è stata aperta al Terminal 4 dell'aeroporto di Londra-Heathrow nel gennaio 2010 e Qatar Airways ha aperto la sua nuova Premium Lounge al Concourse D di Dubai-International nell'aprile 2016. A gennaio 2017, Qatar Airways ha aperto la sua nuova lounge premium all'interno del Terminal 1 del Charles de Gaulle di Parigi.

## Destinazioni

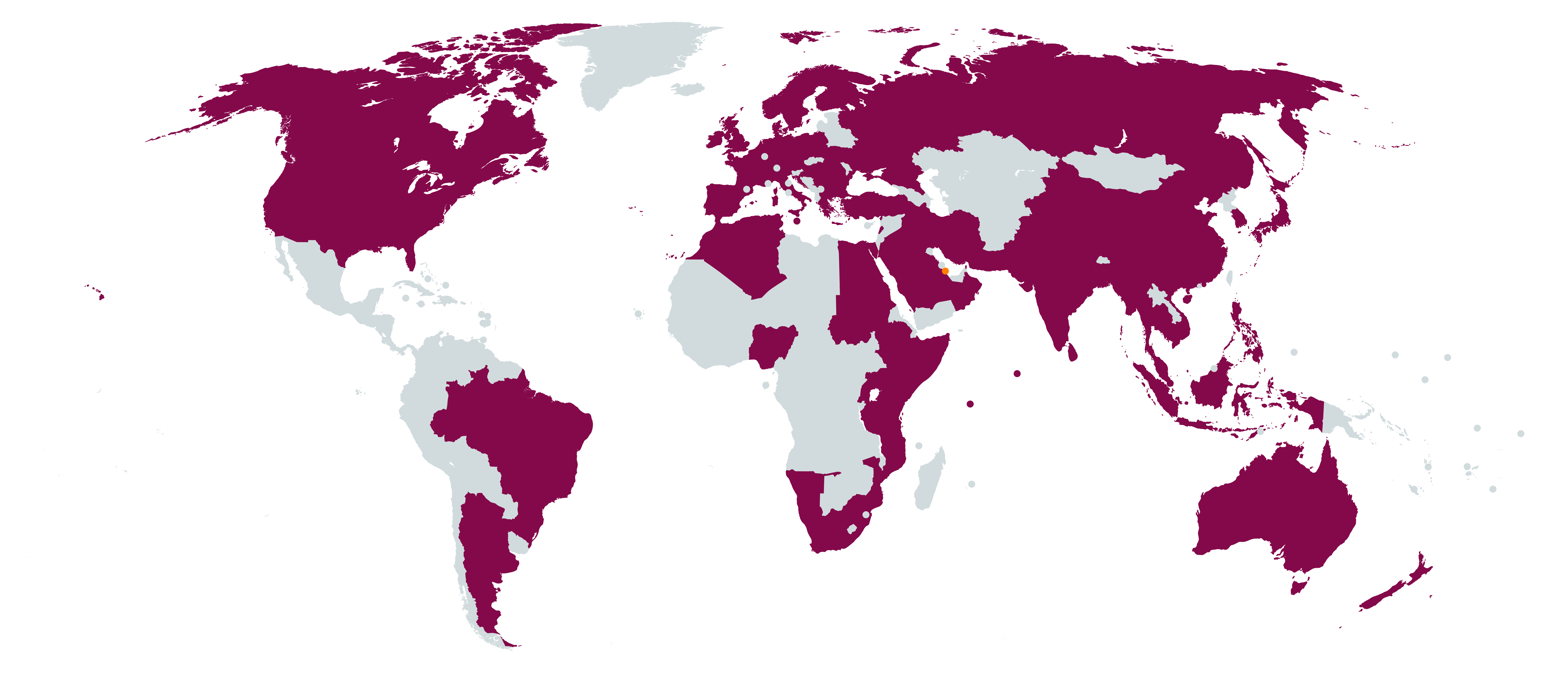
Nazioni raggiunte dalla compagnia (gennaio 2021)

Nel giugno 2023, Qatar Airways raggiunge 244 destinazioni tra Africa, America del Nord e del Sud, Asia, Europa e Oceania.
Il 27 maggio 2014, l'atterraggio di un volo dal Bahrein all'aeroporto Internazionale Hamad di Doha ha segnato il trasferimento ufficiale delle operazioni di Qatar Airways al suo nuovo hub, in sostituzione dell'aeroporto Internazionale di Doha.
Nel giugno 2017, a tutti i voli Qatar Airways è stato impedito di entrare negli aeroporti degli Emirati Arabi Uniti, Arabia Saudita, Bahrein ed Egitto a causa della crisi diplomatica del 2017. Tutte le compagnie aeree di quei paesi avevano già sospeso le loro operazioni nello spazio aereo e negli aeroporti del Qatar. Questo divieto è rimasto in vigore fino a gennaio 2021, quando è stato revocato.

### Accordi di code-share
Al 2023, Qatar Airways ha accordi di code-share con i seguenti partner:
- Air Botswana
- Air Canada
- Air Malta
- Air Serbia
- Alaska Airlines
- American Airlines
- Asiana Airlines
- Azerbaijan Airlines
- Bangkok Airways
- British Airways
- Bulgaria Air
- Cathay Pacific
- China Southern Airlines
- Deutsche Bahn
- Finnair
- Gol Transportes Aéreos
- Iberia
- IndiGo
- Japan Airlines
- jetBlue
- LATAM Airlines Group
- Malaysia Airlines
- Middle East Airlines
- Oman Air
- Pegasus Airlines
- Royal Air Maroc
- Royal Jordanian
- RwandAir
- S7 Airlines
- Sun-Air
- SNCF
- SriLankan Airlines
- Virgin Australia
- Vueling

### Alleanze

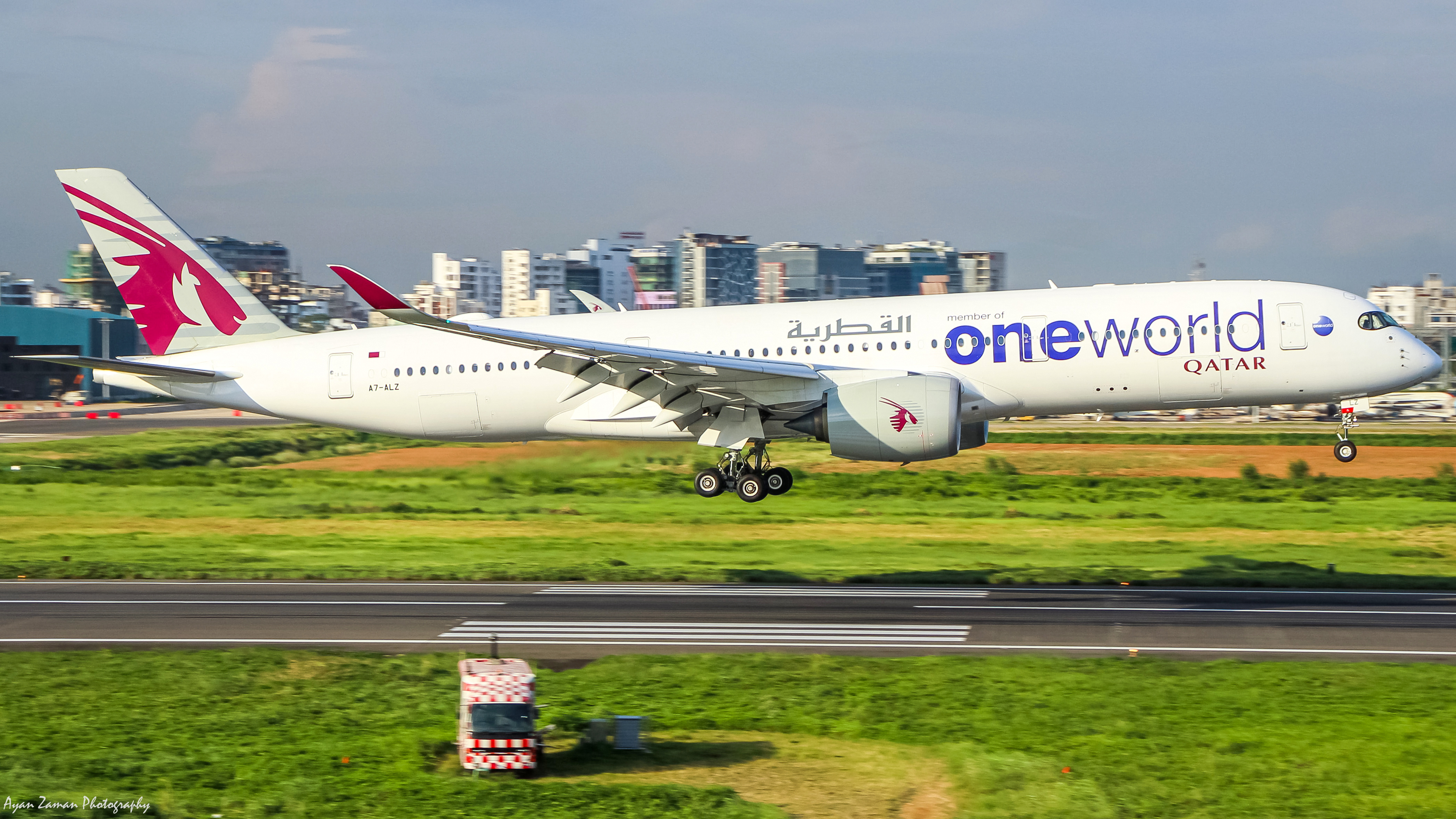
Un Airbus A350-900 in livrea Oneworld in fase di atterraggio.

Il 29 ottobre 2013 Qatar Airways è entrata a far parte di Oneworld. In questo modo, è diventata la prima grande compagnia del Golfo Persico a unirsi a un'alleanza aerea.

## Flotta

### Flotta attuale

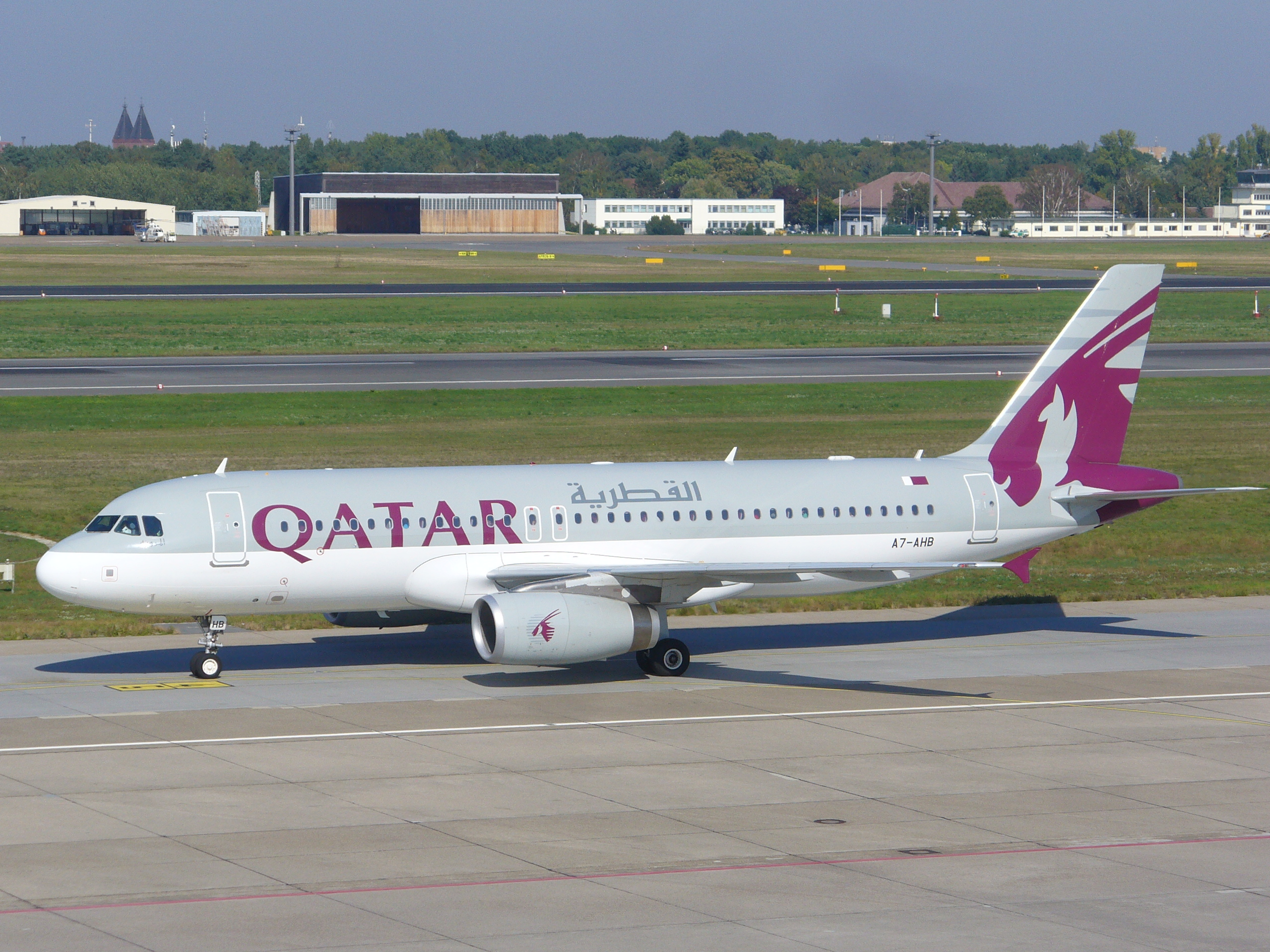
Un Airbus A320-200.

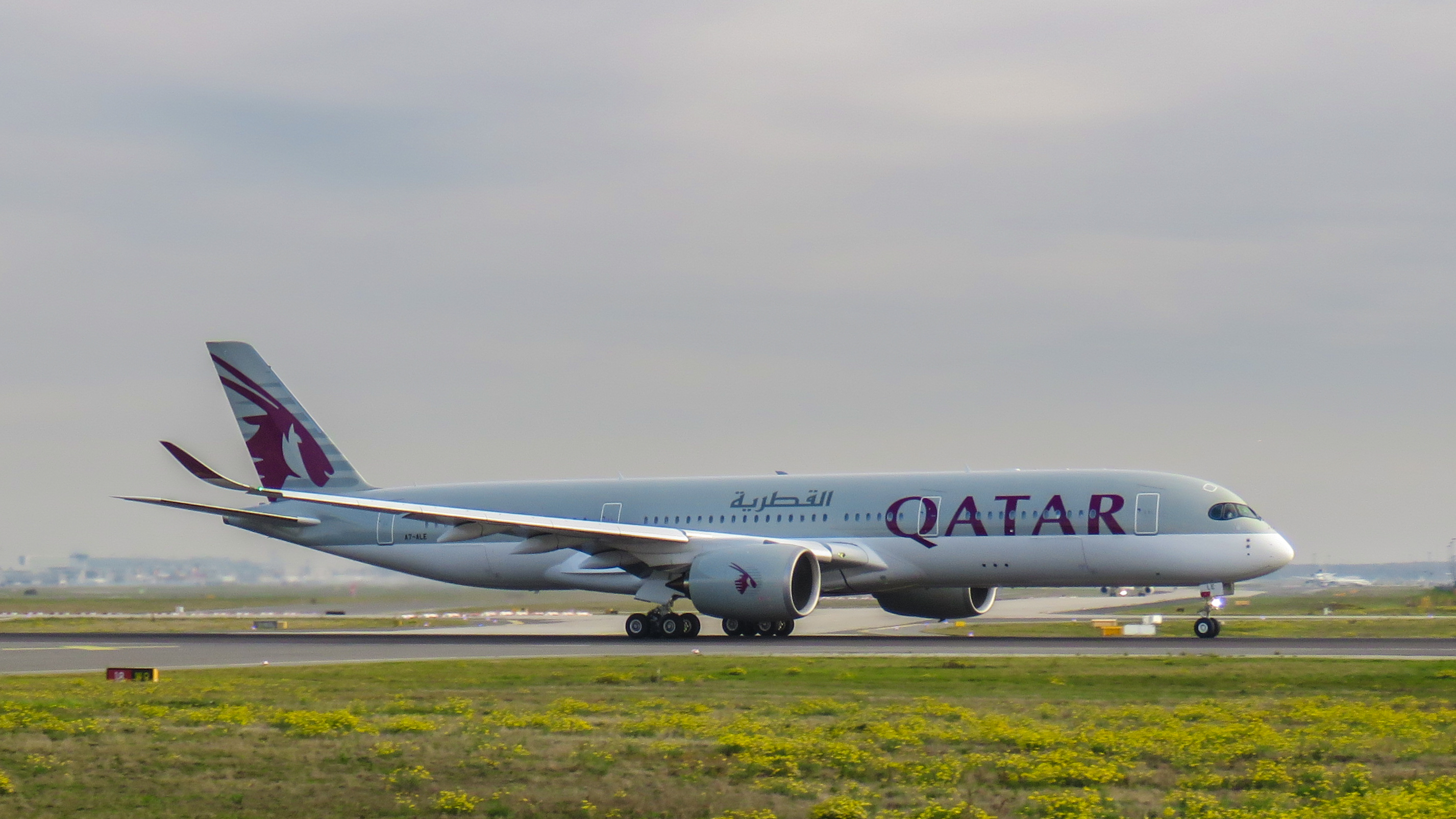
Un Airbus A350-900.

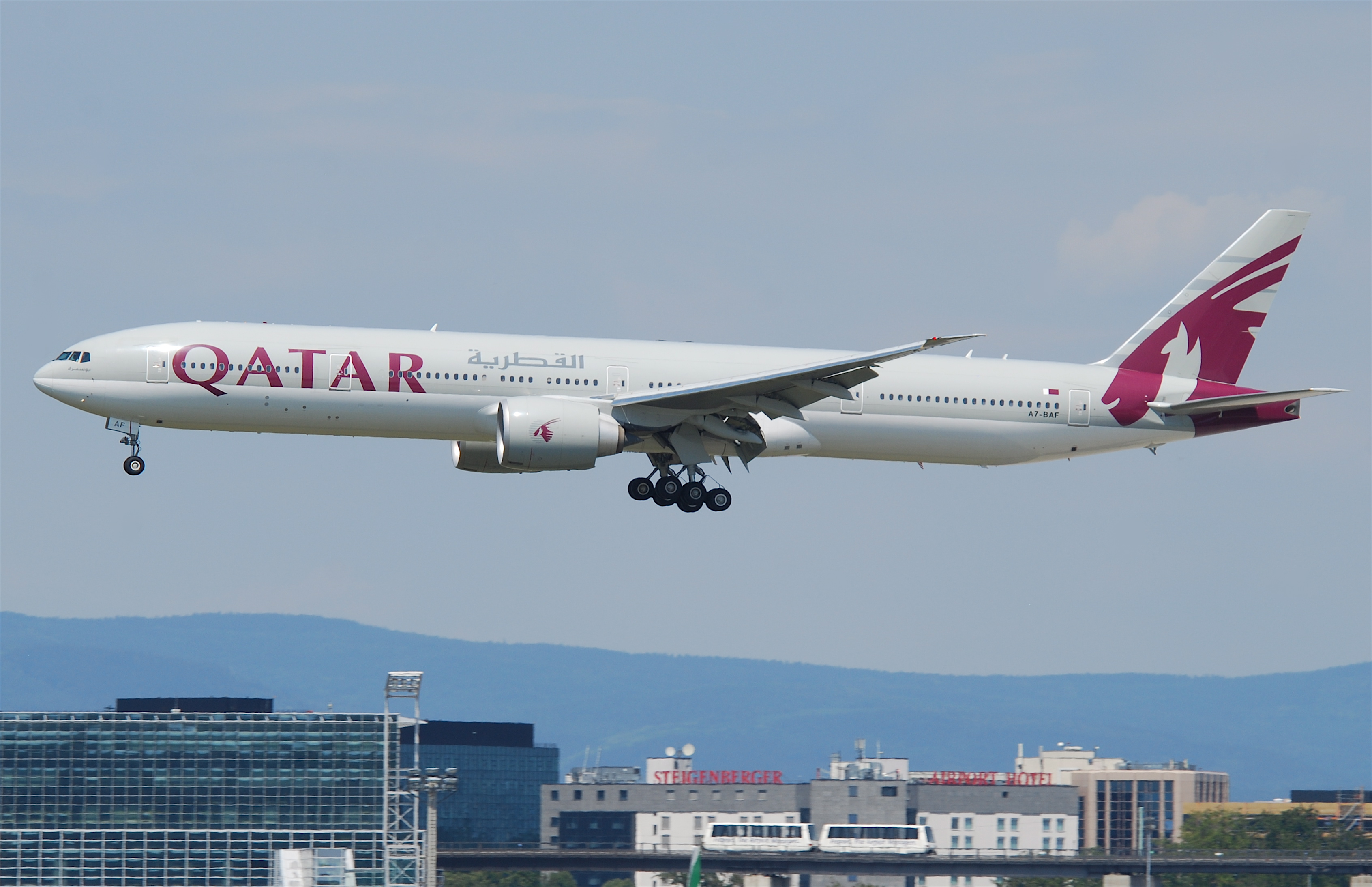
Un Boeing 777-300ER.

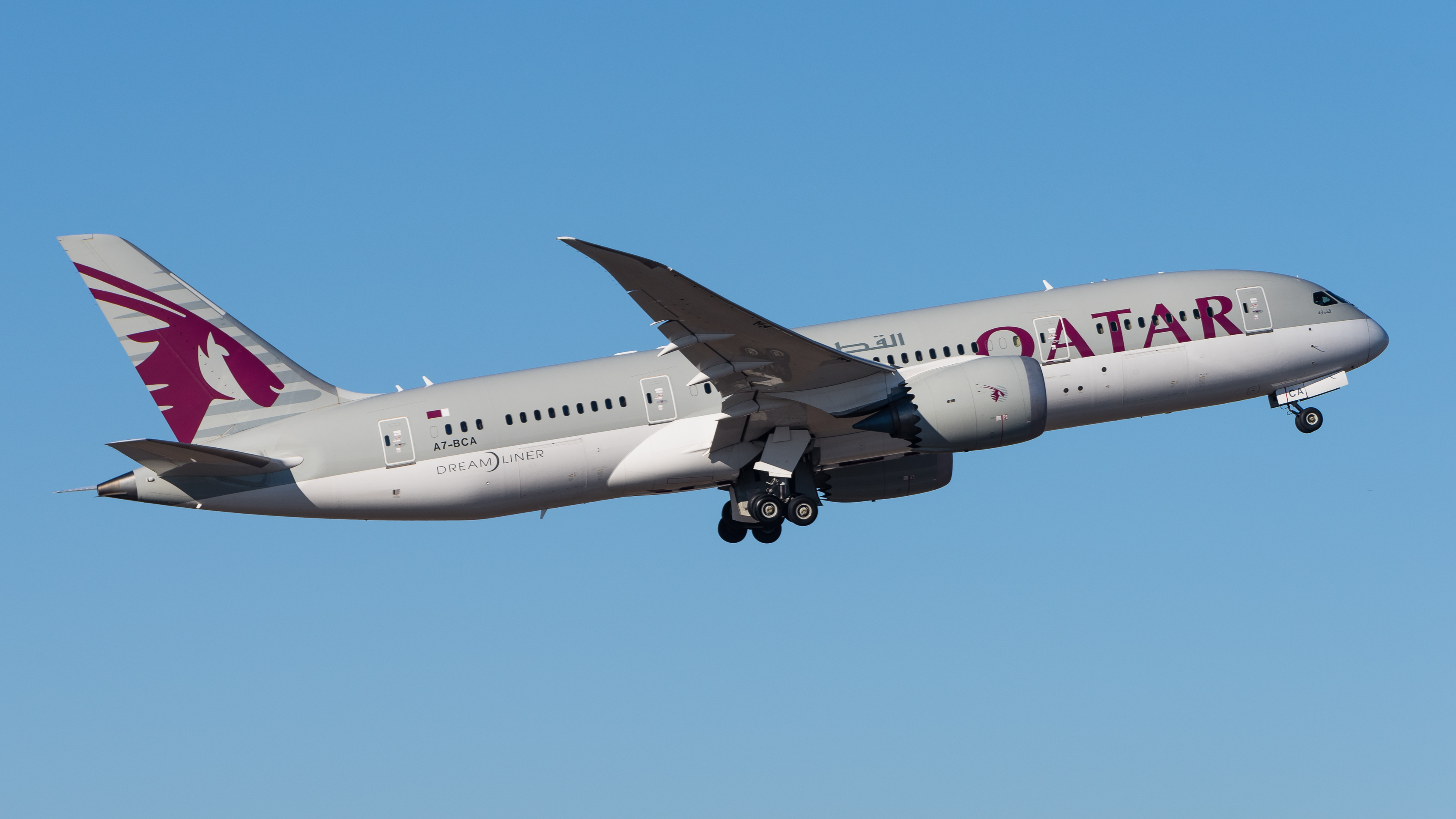
Un Boeing 787-8.

A maggio 2025 la flotta di Qatar Airways risulta composta dai seguenti aeromobili:

### Flotta storica

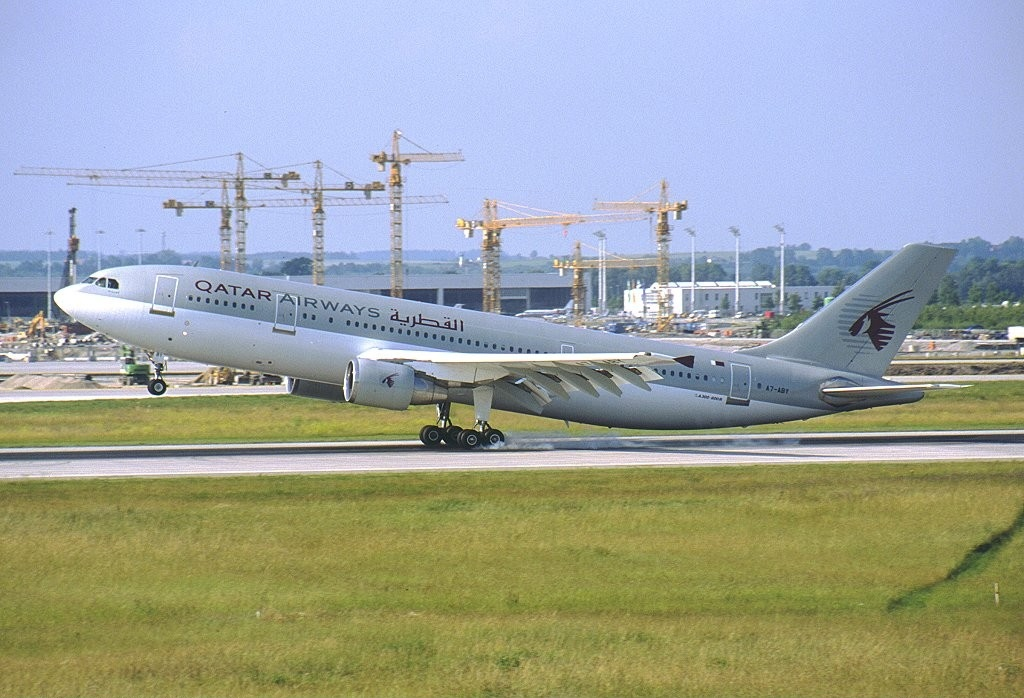
Un Airbus A300-600.

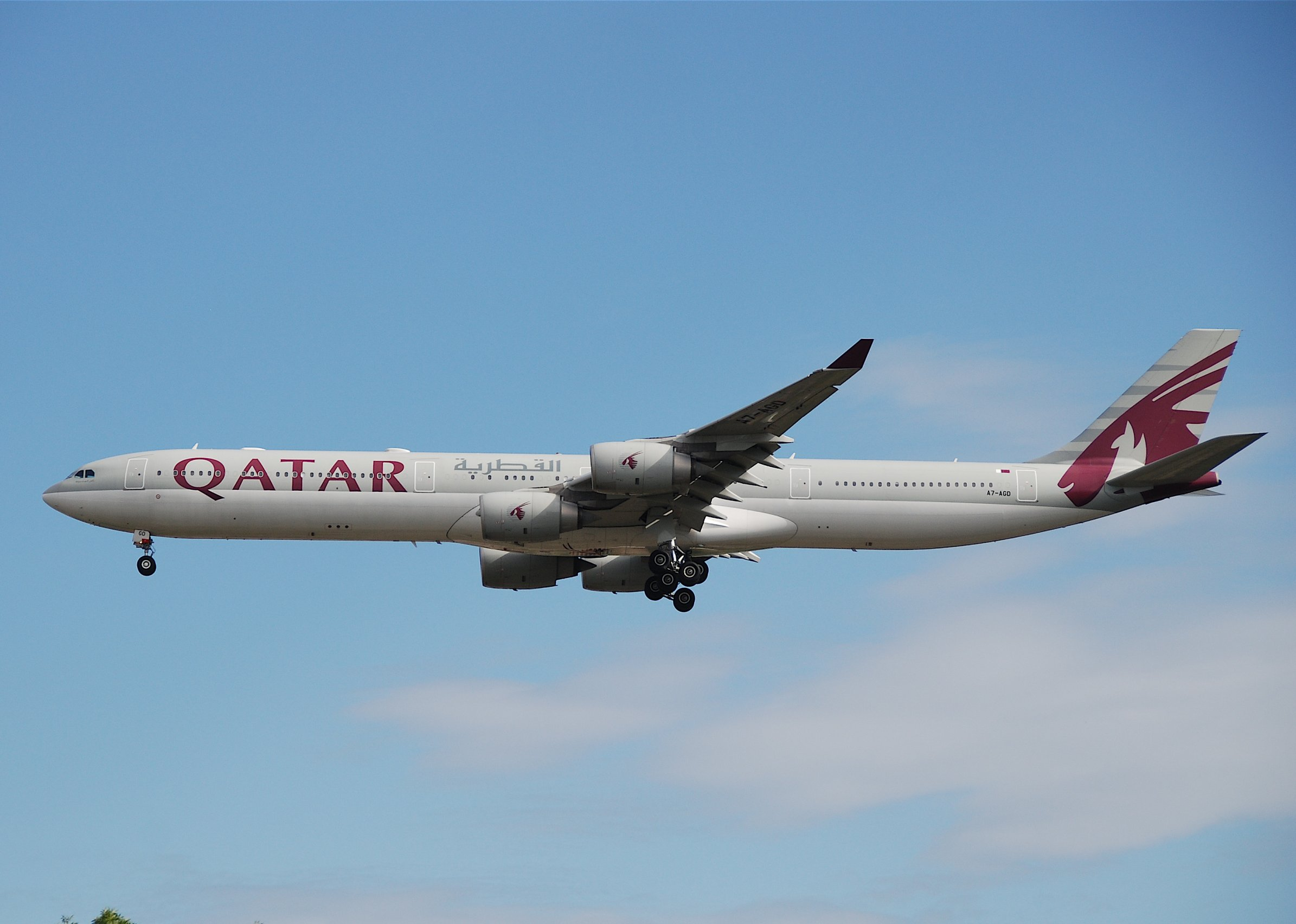
Un Airbus A340-600.

Qatar Airways operava in precedenza con i seguenti aeromobili:

## Incidenti
- Il 19 aprile 2007, un Airbus A300-600, marche A7-ABV, era in manutenzione ad Abu Dhabi. Di notte scoppiò un incendio nell'aereo che fu spento in modo da evitare danni all'hangar e ad altri due aerei. Tuttavia la fusoliera dell'A300 venne consumata dal fuoco.[75]
- L'8 dicembre 2017, un Airbus A321-200, marche A7-AIB, andò in fiamme dopo un incendio partito dall'antenna satellitare dell'intrattenimento in volo (IFE) durante la manutenzione, mentre l'aereo era parcheggiato nello stand Q40 dell'aeroporto internazionale di Doha-Hamad. L'incendio venne spento ma la fusoliera riportò gravi danni. L'A321 è rientrato in servizio e i danni sono stati riparati.[76]